# Färingasagan

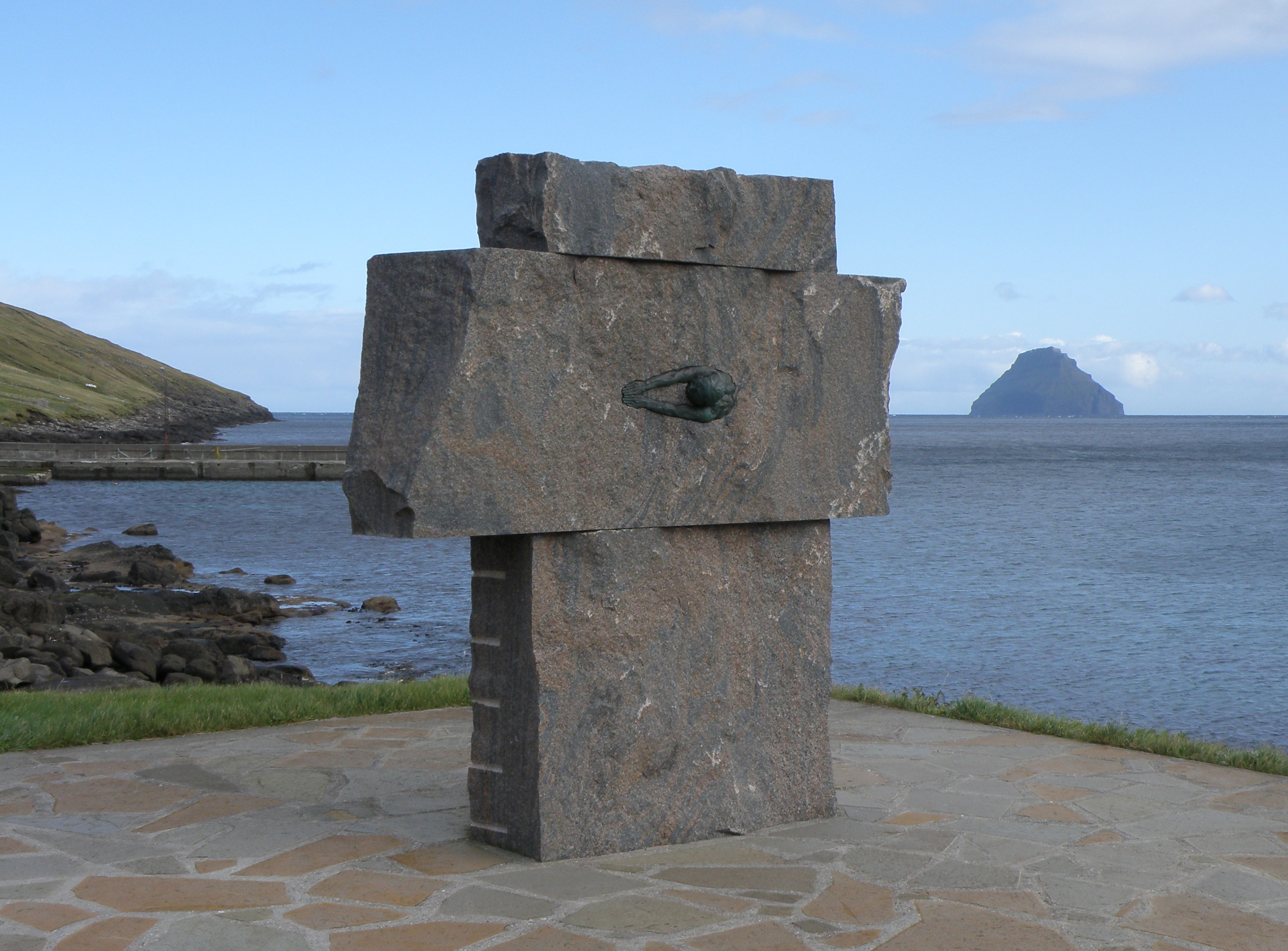
Minnesmärke rest 2006 över Sigmundur Brestisson i Sandvík på Färöarna.

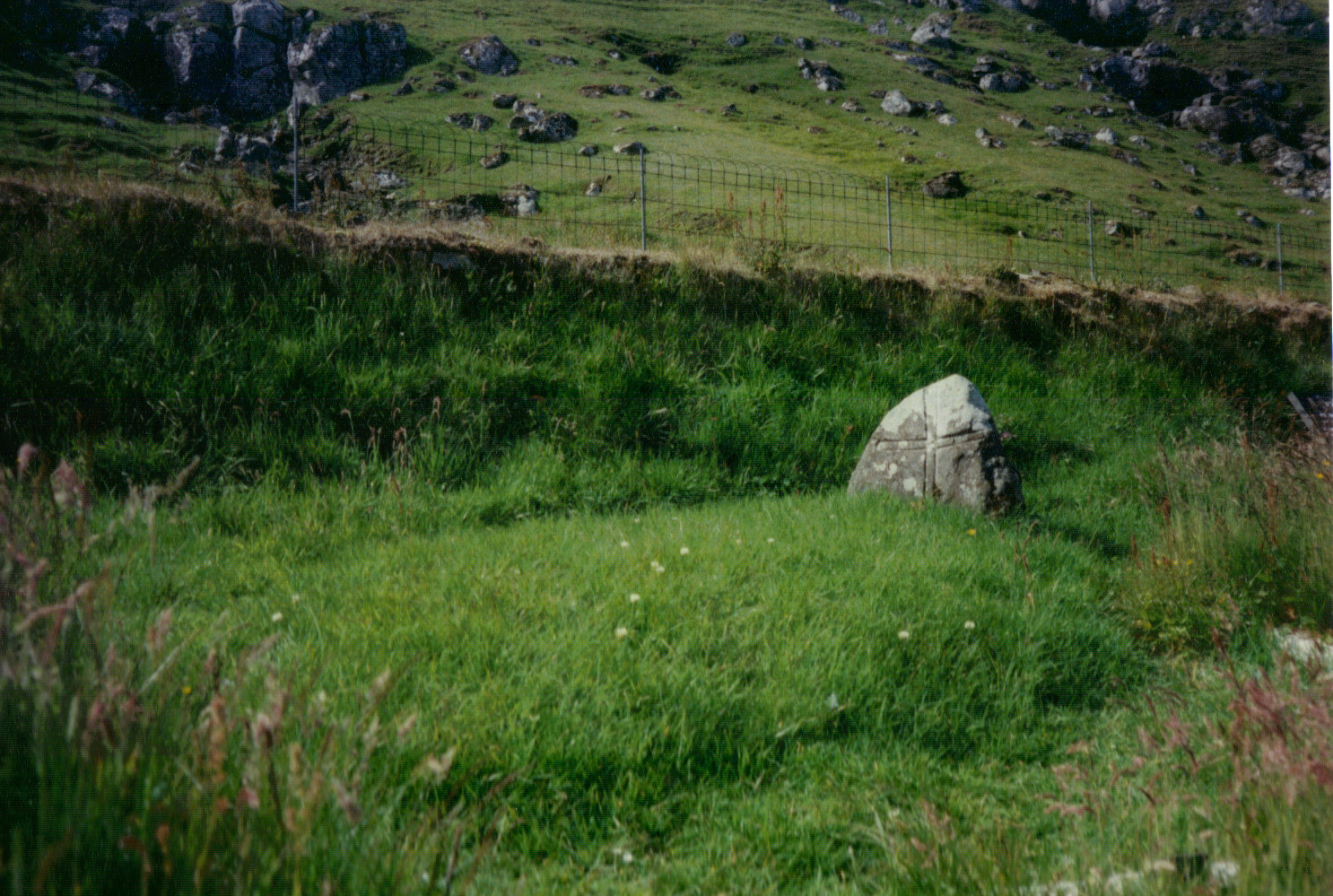
Sigmundur Brestissons gravsten.

Färingasagan (danska: Færingesagaen), på fornnordiska: Færeyinga saga (färöiska: Føroyinga søga, ”Färöinga saga”), är den äldsta källan till Färöarnas historia och vikingatiden på Färöarna. Termen saga avser här en berättelse om historiska händelser.
Färingasagan skrevs på 1200-talet på Island, troligtvis av en av Snorre Sturlassons elever, men originalversionen finns inte bevarad. Istället återfinns delar av sagan i andra manuskript, så som Flatöboken och AM 62 fol. Berättelsen avhandlar tiden från det att den förste norrmannen, Grímur Kamban, år 825 kom till öarna tills Färöarna kristnades år 999 och kom under norskt styre. Centrala gestalter i Färingasagan är Sigmundur Brestisson (sv. Sigmund) som var den som kristnande öarna och Tróndur í Gøtu (sv. Trond) som kämpade emot kristendomen och för öarnas självständighet.
Först på 1800-talet sammanställdes Färingasagan utifrån de bevarade delarna i olika isländska sagor av Carl Christian Rafn och publicerades 1832 i Köpenhamn på isländska men med färöisk och dansk översättning i samma bok. Den kom i ny färöisk översättning av prästen, språkforskaren och antropologen V. U. Hammershaimb år 1884. Den aktuella utgåvan används fortfarande i skolorna på Färöarna.
Senare har man funnit ytterligare smärre stycken som hört till den ursprungliga sagan. Från sen medeltid finns ex två isländska dikter, så kallade rimor, som handlar om händelser kring Sigmundur Brestisson.
Färingasagan innehåller en del osannolika berättelser och tar en partisk ställning för Sigmund och därigenom för kristendomen. Trots detta är den ett viktigt historiskt dokument då personerna verkligen har existerat. Man kan till exempel finna Sigmunds gravsten på Skúvoy, Tronds hus i Gøta, Svínoy-Bjarnis minnessten på Svínoy och Havgrímurs grav vid Hov.
Sagan gavs ut i svensk översättning för första (och hittills enda) gången 1992 av Bo Almqvist.

## Utgåvor
(ett urval av svenska, danska och färöiska utgåvor)
- Færeyínga Saga: eller Færøboernes Historie i den islandske Grundtexst med færøisk og dansk Oversættelse / utgiven Carl Christian Rafn. Tórshavn: Offset-prent, Emil Thomsen, 1972 - 284 s. (första utgåva år 1832 i Köpenhamn)
- Sagaen om Trond i Gata og Sigmund Brestessøn[död länk] eller Færøingernes saga oversat af Alexander Bugge. Kristiania 1901
- Føroyingasøga / útløgd úr íslandskum av V. U. Hammershaimb. Torshamn, 1884. 137 s. (första utgåva på färöiska, ytterligare utgåvor år 1919 och 1951)
- Føringasøga / útløgd og umarbeid av nýggjum av C. Holm Isaksen. Torshamn: 1904. 116 s.
- Færeyingasaga. Den islandske saga om færingerne / på nytt utgiven av Det Kongelige Nordiske Oldskriftselskab. Köpenhamn: Det kongelige nordiske oldskriftselskab, 1927. - xix, 84 s.
- Føroyingasøga / umsett hava Heðin Brú och Rikard Long. Torshamn: Skúlabókagrunnurin, 1962 - 105 s.
- Færinge saga / med teckningar av Sven Havsteen-Mikkelsen; översatt av Ole Jacobsen och med en efterskrift av Jørgen Haugan. Köpenhamn: Forum, 1981 - 143 s. - ISBN 87-553-0994-1.
- Føroyinga søga / Sven Havsteen-Mikkelsen teknaði; Bjarni Niclasen týddi; Jørgen Haugan skrivaði eftirmæli. Torshamn: Føroya skúlabókagrunnur, 1995 - 148 s. (aktuell skolutgåva på Färöarna).
- Färingasagan / förord av Olov Isaksson ; inledd och översatt av Bo Almqvist ; fotografier av Sören Hallgren. Hedemora: Gidlund i samarbete med Statens historiska museum, 1992 - ISBN 91-7844-176-5 (inb.).

## På Internet
- Sagaen om Trond i Gata og Sigmund Brestessøn[död länk] eller Færøingernes saga på danska
- Færeyinga saga[död länk] på isländska
- Færeyinga saga på isländska
- Färingasagan (Samfundet Sverige-Färöarna) Om den svenska översättningen och utgåvan

Den här artikeln är helt eller delvis baserad på material från danskspråkiga Wikipedia, tidigare version.